# Emanuele Imbucci
Emanuele Imbucci (...) è un regista e sceneggiatore italiano, noto per i suoi lavori nel campo del cinema e della televisione, in particolare per documentari e film biografici.

## Biografia
Nel 2018 ha diretto Michelangelo - Infinito, un film che esplora la vita e l'opera di Michelangelo Buonarroti.
Nel 2019 ha firmato la regia di Storia di Nilde, un docu-drama dedicato alla figura politica di Nilde Iotti, prima donna a ricoprire la carica di Presidente della Camera dei deputati nella storia della Repubblica Italiana.
Nel 2021 ha co-sceneggiato e diretto Carla, un film biografico incentrato sulla vita della celebre ballerina Carla Fracci, ispirato alla sua autobiografia Passo dopo passo. La mia storia.
Nel 2023 ha realizzato Gianni Agnelli, in arte l'Avvocato, un documentario che racconta la vita dell'industriale Gianni Agnelli, andato in onda su Rai 1 e vincitore del Globo d'oro al miglior documentario.
Nel 2023 ha diretto People from Cecchetto, documentario dedicato alla figura di Claudio Cecchetto, produttore discografico e talent scout, trasmesso su Rai 1.

## Filmografia

### Regista
- 2018 – Michelangelo - Infinito
- 2019 – Storia di Nilde
- 2021 – Carla
- 2023 – Gianni Agnelli, in arte l'Avvocato
- 2023 – People from Cecchetto

### Sceneggiatore
- 2018 – Michelangelo - Infinito
- 2019 – Storia di Nilde
- 2021 – Carla

## Riconoscimenti
- Globo d'oro
  - 2023 – Globo d'oro al miglior documentario per Gianni Agnelli, in arte l'Avvocato[1]